# De tre parallella flodernas nationalpark

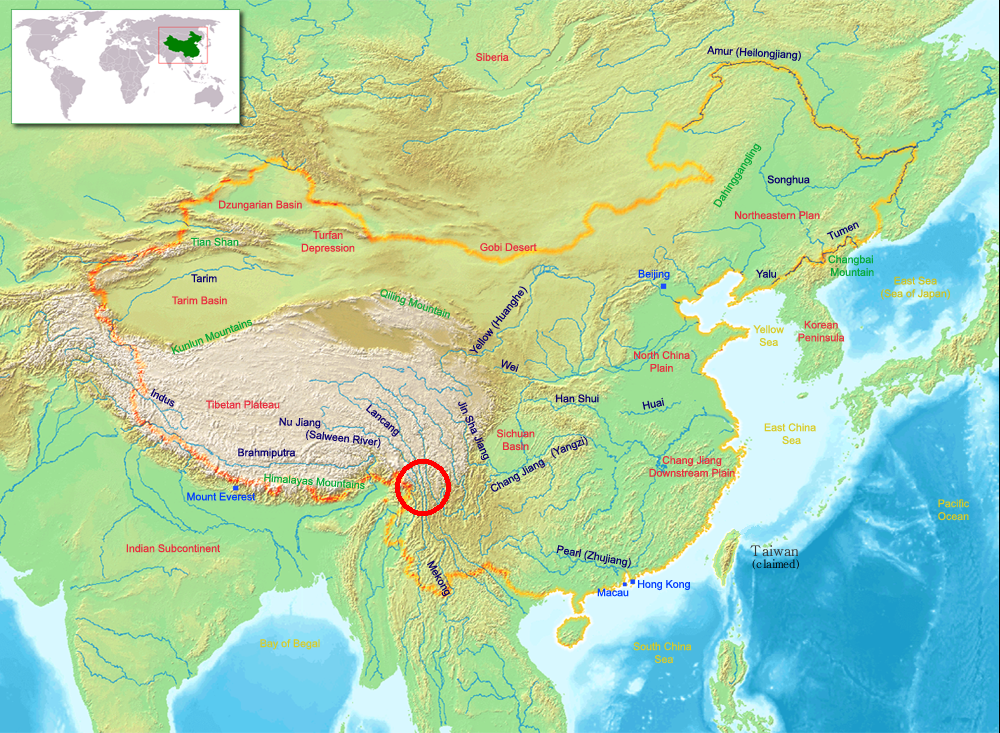
Världsarvets läge markerat med röd cirkel

De tre parallella flodernas nationalpark är ett världsarvsområde i provinsen Yunnan i Kina. Det skyddade området, som består av 15 mindre kärnområden med buffertzoner runt omkring, utvaldes av Unesco år 2003. Namnet på världsarvsområdet kommer sig av att de skyddade områdena ligger i den trakt där tre stora floderna Yangtse, Mekong och Salween rinner nästan parallellt med varandra. 
Topografin i området är mycket varierad. Floderna skiljs åt av bergsområden, där de högsta topparna är något över 6 000 meter. I bergen finns kanjoner, varav några är 3 000 meter djupa. Karstbildningar finns också på vissa håll i området. Regnmängden varierar på olika platser från omkring 4 600 millimeter till 300 millimeter per år.
I dalarna växer skogar, och både lövskog och barrskog finns i området. Floran är artrikt och innehåller omkring 6 000 kända växtarter, varav flera är endemiska för området. Mer än 200 olika arter av rhododendron växer i området, liksom cirka 100 arter av gentianor och vivor. Faunan innehåller även den flera sällsynta arter, som svarthalsad trana och kattbjörn. Sammanlagt i området finns det 173 kända arter av däggdjur och 417 kända fågelarter.
Förutom sina naturvärden är detta världsarvsområde också intressant ur kulturell synpunkt, eftersom många olika etniska grupper bor inom området, som bai, derung, lisu, nakhi, nufolket och tibetaner.